# Cleptometopus lobatus
Cleptometopus lobatus là một loài bọ cánh cứng trong họ Cerambycidae.